# جغر (أوجان الشرقي)
جغر (بالفارسية: جغر) هي مستوطنة تقع في إيران في قسم أوجان الشرقي الريفي. يقدر عدد سكانها بـ 31 نسمة .